# Juan Aldama González
Juan Aldama González (San Miguel de Allende, Guanajuato, Mèxic, 3 de gener de 1764 - Chihuahua, Mèxic, 26 de juny de 1811) va ser un insurgent mexicà que va participar en el procés d'Independència de Mèxic.
Va néixer a San Miguel el Grande, actualment San Miguel de Allende. Era germà d'Ignacio Aldama, i oncle de Mariano i Antonio, també insurgents. En començar la Guerra d'Independència de Mèxic, era capità al regiment de cavalleria Milícies de la Reina i encara que residia a San Miguel el Grande, assistia a les juntes que els conjurats tenien a Querétaro.
En descobrir-se la conspiració, Aldama va abandonar San Miguel per dirigir-se a Dolores, per trobar-se amb Miguel Hidalgo i Ignacio Allende amb el propòsit d'informar-los del que estava succeint; així, a l'alba del dia 16 de setembre va participar en el crit d'insurrecció.
A Celaya va ser nomenat mariscal, i amb el grau de tinent coronel va prendre part a la Batalla del Monte de las Cruces. Amb la victòria, i igual que Ignacio Allende, va creure convenient avançar amb les seves tropes cap a la capital. Va acompanyar a Ignacio Allende en la Batalla de Guanajuato, i va participar en la Batalla del Puente de Calderón. Va marxar juntament amb els altres insurgents cap al nord del país, proposant anar als Estats Units amb la finalitat d'enviar elements de guerra.
Aldama va romandre al costat d'Allende durant tota la campanya fins que va ser fet presoner a Acatita de Baján, al costat dels altres insurgents. Va ser un dels exceptuats per l'indult del virrei, que havia posat preu al seu cap. Conduït a Chihuahua, va ser jutjat i condemnat a la pena de mort, sent afusellat en companyia d'Allende, Mariano Jiménez i Manuel de Santa María.
El seu cap, així com els del propi Hidalgo, i de dos altres insurgents, van ser enviats a Guanajuato, i col·locats en gàbies de ferro en cadascun dels angles de l'alhóndiga de Granaditas, d'on es van retirar el 1824 per enterrar-los al costat dels seus cossos sota l'altar dels Reis a la Catedral de la Ciutat de Mèxic. Avui dia les seves restes reposen a la Columna de la Independència a la Ciutat de Mèxic.